# 三上ナミ
三上 ナミ（みかみ なみ、2月6日 - ）は、日本の歌手。女性。旧芸名はうさぎのなみ平（うさぎのなみへい）。

## 人物
ポップシンガーとしてのライブ活動、作詞家としても「うさぎのなみ平」として活動した後に
現在は自身の背景にある昭和歌謡をテーマに「三上ナミ」へ改名。
国内外（主に日本、フランス）にて幅広く活動の場を広げる。
郷愁、下町情緒、ノスタルジイを主軸に作詞曲し、オリジナル曲や昭和歌謡などを歌いライブ活動を行っている。
2014年12月より、「三上ナミと謎の地方公務員・謎カンパニー」にてライブ活動。三上ナミとして「月蝕歌劇団」にて歌姫・女優としても活動。
2017年よりベトナムに拠点を移し、「ベトナムOL系YouTuber」の肩書きで活動中。

## 来歴
- 2002年
  - アートパフォーマンスユニット「東京モダンアート娘（現--S.R.I.T. 以下TMAM）」としても活動
  - バンド活動開始（作詞・ヴォーカル、稀に作曲）、都内でライブ
- 2003年
  - たけしの誰でもピカソ・イギリスBBC放送出演（TMAM)
- 2004年
  - 青山「上海倶楽部」にて初のイラスト個展「一番星」展開催
  - ピアノ＆ヴォーカルユニット『 ミラクルフルーツ 』としても活動開始
- 2005年
  - 木村カエラMV『You』に出演（TMAM）
  - 篠山紀信による撮影でサブラに掲載（TMAM）
  - ミラクルフルーツとしてニューヨークでライブ
  - Navel 公式コスプレイヤーになる
  - 2007年12月1日　Live&Bar秋葉原ディアステージを福島麻衣子、吉河順央、ちづからと開店する
- 2009年
  - 1月12日 期間限定ユニット ピヨラビとして「光のキャンベル」 （本人作詞）でインディーズデビュー
  - カンガルー鈴木とのユニット 「ピョンガルー」 としても活動開始（作詞・ボーカル）
  - 10月12日 初のソロシングル 「神様クレヨン」 （本人作詞）をリリース、石丸電気にて一週間のインストアイベント「神クレジャック」開催。O.Aにはでんぱ組。らが登場。
  - 「神様クレヨン」はインディーズで発売するもオリコンチャート9位にランクイン。（オリコンインディーズウィークリーでは2位を記録）
- 2010年
  - 5月22日 ピョンガルー ミニアルバム「HIGH FAT MILK」リリース
  - 8月8日 ピョンガルー フルアルバム「JUMP UP !」リリース
  - 『Japan Expo』2010[2] にてライブ
- 2011年
  - 7月28日 ピョンガルー マキシシングル「イルマティックシューティングスター」「スポンジ」リリース
  - 7月『Japan Expo』2011 にてライブ。

- 2012年
  - 4月　フランスで開催の日本人アーティスト11名参加の企画展でキュレーターを務める。パリで人気の衛星放送No-LifeTVで特集される。
  - 7月29日 うさぎのなみ平ミニアルバム「コケティッシュ・ガール」発売。
  - 名前を「三上ナミ」へ改名。
  - 11月、歌謡オペレッタ楽団【少女Q】バンド結成。

- 2013
  - 2月19日の公演から歌謡オペレッタ楽団【少女Q】の活動を本格的に開始。
  - 7月、フリーランスに戻る。同時期に【少女Q】から【三上ナミと少女Q】にマイナーチェンジ。
  - 7月、フランス"JapanExpo"にてライブ。同時期にパリ市内の"Kawaii cafe"でも三上ナミとしてソロライブを開催。
  - 9月、フランスにて大規模な女性向けスポーツイベント"La Parisienne"メインステージを含めた3ステージにて2日間に渡り歌いあげる。
  - 11月2、3日両日、東京ビッグサイトにて開催された「デザインフェスタvol.38」にて出展。
  - 11月8–10日、シンガポールのサンテック・シンガポール国際会議展示場にて開催された「アニメ・フェスティバル・アジア（AFA）」にライブ出演。
  - 11月28日、三上ナミと少女Qとして、ファーストアルバム 『少女残酷物語』をリリース。
- 2014年
  - 5月、寺山修司作、高取英が脚本を書き主催する｢月蝕歌劇団」の舞台｢疫病流行記｣に出演。
  - 以降三年間月蝕歌劇団の舞台に立ち続け、劇団主催の高取英より「月蝕七名花」に選ばれ「初代歌姫」の称号を得る
  - 12月22日、豊島区・大塚Hearts+にて開催された企画ライブ「ちばんど祭り」を最後に三上ナミと少女Qは解散
  - 12月23日 四谷LOTUSにて「三上ナミと謎の地方公務員」お披露目

- 2015年
  - 4月 SHOWROOM公式アカウントにて配信開始
  - 5月21日 SHOWROOM【あなたの曲をアナログレコードに】企画一位になる
  - 9月5日 神戸 地獄谷パラダイス ワンマンSHOW(月蝕歌劇団同日公演)に出演

- 2016年
  - 1月29日-2月1日 月蝕歌劇団公演【花札伝綺～寺山修司の墓場の鬼太郎】にて三上ナミと謎の地方公務員が劇中歌数曲を書下ろし。俳優としても出演。
  - 2月5-7日の三日間、毎時41分に1分間のMV渋谷大型ビジョン7か所同時放映
  - 2月06日　渋谷スターラウンジにて、「三上ナミと謎の地方公務員・謎カンパニー」初ワンマンライブ
  - 3月14日(月) フランスの番組No-LifeTVにて【セーラー事件簿】のMVが放映開始